# Hoplolabis postrema
Hoplolabis postrema là một loài ruồi trong họ Limoniidae. Chúng phân bố ở miền Cổ bắc.